# Койот (Нью-Мексико)
Койот (англ. Coyote) — переписна місцевість (CDP) в США, в окрузі Ріо-Арріба штату Нью-Мексико. Населення — 110 осіб (2020).

## Географія
Койот розташований за координатами 36°9′3″ пн. ш. 106°36′27″ зх. д. / 36.15083° пн. ш. 106.60750° зх. д. (36.150899, -106.607588).  За даними Бюро перепису населення США в 2010 році переписна місцевість мала площу 10,77 км², з яких 10,76 км² — суходіл та 0,01 км² — водойми.

## Демографія
Згідно з переписом 2010 року, у переписній місцевості мешкало 128 осіб у 53 домогосподарствах у складі 33 родин. Густота населення становила 12 особи/км².  Було 72 помешкання (7/км²).
Расовий склад населення:
| - 71,9 % — білих - 1,6 % — корінних американців - 21,1 % — осіб інших рас |

До двох чи більше рас належало 5,5 %. Частка іспаномовних становила 96,1 % від усіх жителів.
За віковим діапазоном населення розподілялося таким чином: 17,2 % — особи молодші 18 років, 65,6 % — особи у віці 18—64 років, 17,2 % — особи у віці 65 років та старші. Медіана віку мешканця становила 47,0 року. На 100 осіб жіночої статі у переписній місцевості припадало 88,2 чоловіків;  на 100 жінок у віці від 18 років та старших — 116,3 чоловіків також старших 18 років.
Цивільне працевлаштоване населення становило 48 осіб. Основні галузі зайнятості: будівництво — 58,3 %, освіта, охорона здоров'я та соціальна допомога — 18,8 %, науковці, спеціалісти, менеджери — 12,5 %, фінанси, страхування та нерухомість — 10,4 %.